# Menoceras

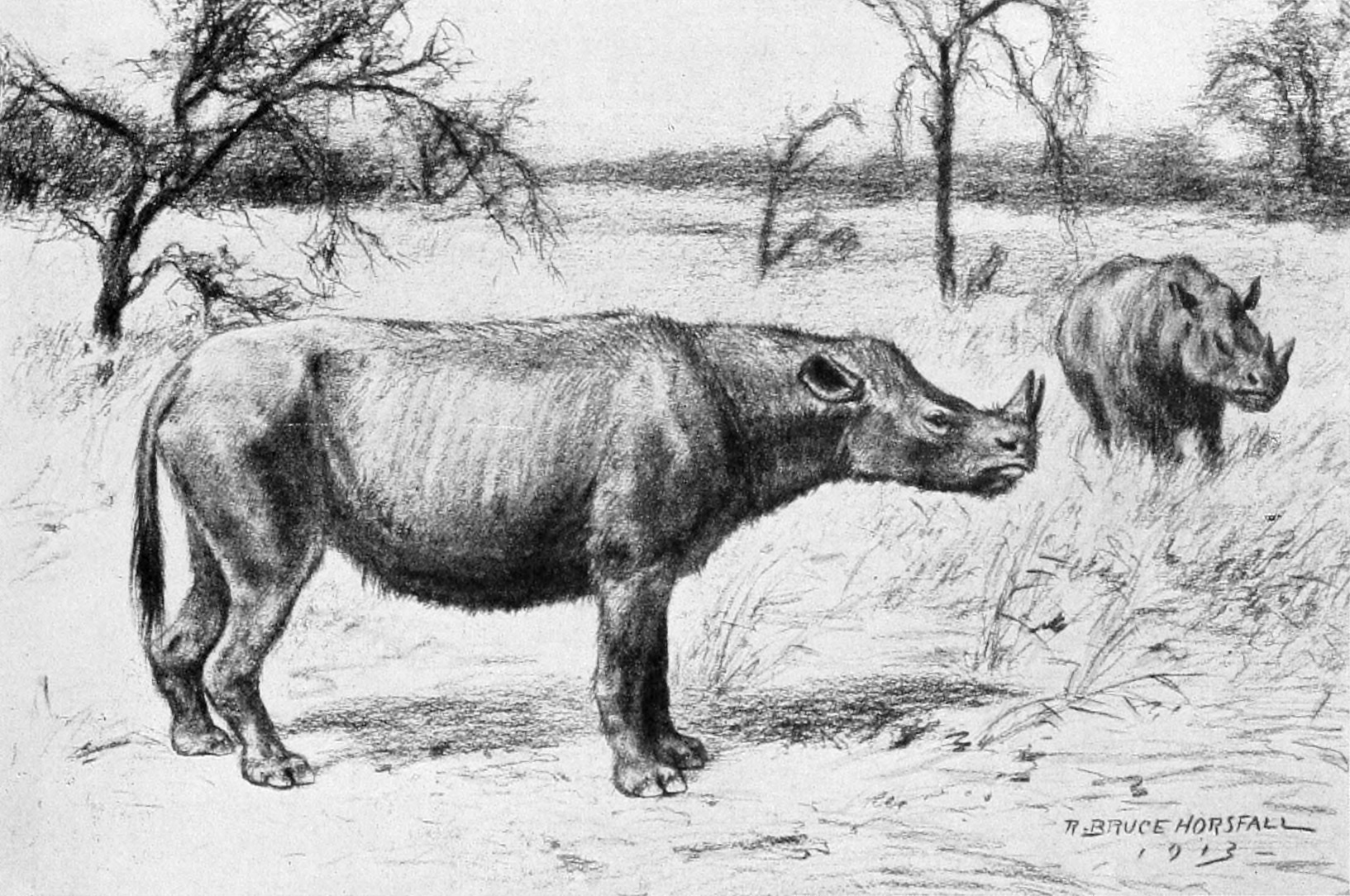
Реставрація

Menoceras («серпоподібні роги») — викопний рід малих носорогів, ендемічних для більшої частини південної частини Північної Америки та поширювався на південь до Панами в епоху раннього міоцену. Він жив приблизно 30,7—19,7 млн років тому.

## Опис
Самці Menoceras мали два роги поруч на кінчику носа, тоді як самки були безрогими. Усі інші роди носорогів, за винятком спорідненого роду Diceratherium, мають роги, розташовані один за одним. Будь-яка стать Menoceros виросла до 1.5 метра.

## Палеобіологія
Menoceras кочували по тропічних, схожих на савану луках і рівнинах, які охоплювали більшу частину Північної Америки. Через величезні скупчення викопних кісток цієї тварини, зокрема в Агат-Спрінгс, штат Небраска, меноцери, можливо, жили великими стадами. Інші об'єкти включають ділянку Мартін-Ентоні, округ Мартін, штат Флорида, і кар'єр для коней Кеді-Маунтінс, округ Сан-Бернардіно, Каліфорнія.